# Carlos Small
Carlos Daniel Small Cardenas (sinh ngày 13 tháng 3 năm 1995) là một cầu thủ bóng đá người Panama hiện tại thi đấu cho câu lạc bộ Panama CD Árabe Unido ở Liga Panameña de Fútbol.

## Sự nghiệp quốc tế
Small ra mắt quốc tế cho Panama ngày 17 tháng 2 năm 2016 trong trận giao hữu trước El Salvador. Anh ghi 2 bàn thắng quốc tế đầu tiên trong trận giao hữu với Grenada với chiến thắng 5–0 dành cho Panama ngày 24 tháng 10 năm 2017.

## Thống kê sự nghiệp

### Quốc tế
Tính đến các trận đấu diễn ra ngày 20 tháng 11 năm 2018.
| National team | Năm       | Số trận | Bàn thắng |
| ------------- | --------- | ------- | --------- |
| Panama        | 2016      | 1       | 0         |
| Panama        | 2017      | 1       | 2         |
| Panama        | 2018      | 3       | 0         |
| Tổng cộng     | Tổng cộng | 5       | 2         |

### Bàn thắng quốc tế
Tỉ số và kết quả liệt kê bàn thắng của Panama trước.
| #  | Ngày                 | Địa điểm                                                   | Đối thủ | Tỉ số | Kết quả | Giải đấu |
| -- | -------------------- | ---------------------------------------------------------- | ------- | ----- | ------- | -------- |
| 1. | 24 tháng 10 năm 2017 | Sân vận động Điền kinh Kirani James, St. George's, Grenada | Grenada | 1–0   | 5–0     | Giao hữu |
| 2. | 24 tháng 10 năm 2017 | Sân vận động Điền kinh Kirani James, St. George's, Grenada | Grenada | 3–0   | 5–0     | Giao hữu |